# Lost: Via Domus
Lost: Via Domus er et computerspil baseret på den amerikanske tv-serie Lost. Det er udgivet til computer, PlayStation 3 og Xbox 360. Spillet udvikles af Ubisoft med input fra nogle af seriens producere, bl.a. Damon Lindelof. Spillets undertitel "Via Domus," er fejlagtigt latin for "vejen hjem." Den korrekt titel burde være "Via domum."

## Udvikling
Den 22. maj 2006 annoncerede Ubisoft at de havde fået rettighed af American Broadcasting Company til at producere et computerspil baseret på tv-serien Lost. Spillet adskiller sig fra serien ved at have flere missioner og historier, der ikke er en del af tv-serien. Udviklerne har dog forsøgt at være tro mod seriens stil og elementer som muligt, for at tilfredsstille fanskaren der er forventet at være den primære målgruppe. Historien er udformet således at den passer med hvad der allerede ved, og er desuden skrevet af forfattere der ikke er knyttet direkte til forfatterarbejedet på tv-serien. Forfatterne har med andre ord ikke haft hele seriens samlede historie at gå ud fra.

## Gameplay
Spilleren styrer en nyskabt fiktiv person der endnu ikke er set i tv-serien, der har sin egen historie både før og på øen. Spilleren gennemlever og interagerer i både flashbacks og "nutiden," hvor målet er at overkomme hovedpersonens hukommelsestab. Adskillige elementer fra serien er inkluderet, og rummer først og fremmest afsnittenes anatomi. Den traditionelle titelskærm og en opsummering af tidligere begivenheder åbner hver bane ("afsnit"), og de afsluttes med den samme skærm som også serien benytter. Ligeledes inkluderes flashback-fortællingsenheden, hvor spilleren skal forsøge at tage billeder af begivenheder fra fortiden, og når det rette fotograferes interagerer man med miljøet og finder nøgler til løsningen af hovedpersonens hukommelsestab. På øen anvendes en Resident Evil-lignende model hvor der delvist er adventure-konceptet der involverer løsningen af opgaver og mysterier, og en actiondel. Også seriens mytologi er inkluderet og lader blandt andet brugeren opleve Monsteret og visioner. Spilleren kan også føre samtaler med seriens kendte personer, hvem man også forhandler mad og udstyr med. Især Kate og Jack har stor interaktion med spilleren gennem begyndelsen af historien.

## Modtagelse
Lost: Via Domus er blevet kritiseret for at bruge sound-a-likes på seriens vigtigste personer, samt for ikke at give nok til spillere der ikke i forvejen er bekendte med serien. IGN giver spillet 5,5 ud af 10 mulige point, og var på deres side gennemsnitligt vurderet til 6,6 af brugerne per 3. marts 2008. Hos Gamespot giver kritikeren 5,2 og sidens brugere giver gennemsnitlig 6,8 (per 3. marts 2008).

## Fodnoter
1. ↑  Navnet er anført på engelsk og stammer fra Wikidata hvor navnet endnu ikke findes på dansk.
2. ↑  "Xbox Interview: Lost - The Videogame". ComputerAndVideoGames.com. 2007. Hentet 23. juni 2008.
3. ↑  IGN: Lost: Via Domus
4. ↑  Hovedside for Lost: Via domus på IGN
5. ↑  Gamespot: Lost: Via Domus